# 단백동화 스테로이드
단백동화 스테로이드(蛋白同化 스테로이드, 영어: anabolic steroid)는 스테로이드 호르몬의 한 부류로, 남성 호르몬인 테스토스테론과 관계가 있다. 세포 내의 단백질 합성을 촉진시키며, 결과적으로 세포 조직, 특히 근육의 성장과 발달을 가져온다..

## 약물 복용
1988년 하계 올림픽에서 캐나다의 벤 존슨은 단백동화 스테로이드를 먹고 1등을 하였으나, 약물 복용으로 취소되기도 하였다. 2007년 말 미첼 보고서는 로저 클레멘스가 스테로이드를 선수 생활 말미에 복용해 왔다는 의혹을 제기했고, 클레멘스 당사자는 꾸준히 자신과는 관계 없는 것이라고 항변해 왔다.